# Галовићи
Галовићи су насеље у Србији у општини Косјерић у Златиборском округу. Према попису из 2022. било је 166 становника.
Овде се налази Галовићки мајдан камена.

## Демографија
У насељу Галовићи живи 224 пунолетна становника, а просечна старост становништва износи 46,0 година (43,5 код мушкараца и 48,6 код жена). У насељу има 96 домаћинстава, а просечан број чланова по домаћинству је 2,74.
Ово насеље је великим делом насељено Србима (према попису из 2002. године), а у последња три пописа, примећен је пад у броју становника.
|  |

| Демографија | Демографија | Демографија |
| Година      | Становника  | Становника  |
| ----------- | ----------- | ----------- |
| 1948.       | 423         |             |
| 1953.       | 451         |             |
| 1961.       | 417         |             |
| 1971.       | 371         |             |
| 1981.       | 361         |             |
| 1991.       | 301         | 301         |
| 2002.       | 263         | 267         |

| Етнички састав према попису из 2002.‍ | Етнички састав према попису из 2002.‍ | Етнички састав према попису из 2002.‍ | Етнички састав према попису из 2002.‍ | Етнички састав према попису из 2002.‍ |
| ------------------------------------ | ------------------------------------ | ------------------------------------ | ------------------------------------ | ------------------------------------ |
|                                      |                                      |                                      |                                      |                                      |
| Срби                                 | Срби                                 |                                      | 259                                  | 98,47%                               |
| непознато                            | непознато                            |                                      | 4                                    | 1,52%                                |

| Година пописа     | 1948. | 1953. | 1961. | 1971. | 1981. | 1991. | 2002. |
| ----------------- | ----- | ----- | ----- | ----- | ----- | ----- | ----- |
| Број домаћинстава | 81    | 86    | 95    | 94    | 100   | 92    | 96    |

| Број чланова      | 1  | 2  | 3  | 4  | 5  | 6 | 7 | 8 | 9 | 10 и више | Просек |
| ----------------- | -- | -- | -- | -- | -- | - | - | - | - | --------- | ------ |
| Број домаћинстава | 32 | 20 | 12 | 14 | 10 | 7 | 1 | 0 | 0 | 0         | 2,74   |

| Пол    | Укупно | Неожењен/Неудата | Ожењен/Удата | Удовац/Удовица | Разведен/Разведена | Непознато |
| ------ | ------ | ---------------- | ------------ | -------------- | ------------------ | --------- |
| Мушки  | 117    | 33               | 65           | 14             | 5                  | 0         |
| Женски | 116    | 12               | 64           | 36             | 4                  | 0         |
| УКУПНО | 233    | 45               | 129          | 50             | 9                  | 0         |

| Пол    | Укупно                    | Пољопривреда, лов и шумарство | Рибарство                            | Вађење руде и камена | Прерађивачка индустрија       |
| ------ | ------------------------- | ----------------------------- | ------------------------------------ | -------------------- | ----------------------------- |
| Мушки  | 61                        | 16                            | 0                                    | 0                    | 31                            |
| Женски | 29                        | 13                            | 0                                    | 0                    | 6                             |
| УКУПНО | 90                        | 29                            | 0                                    | 0                    | 37                            |
| Пол    | Производња и снабдевање   | Грађевинарство                | Трговина                             | Хотели и ресторани   | Саобраћај, складиштење и везе |
| Мушки  | 2                         | 3                             | 5                                    | 0                    | 1                             |
| Женски | 0                         | 0                             | 4                                    | 1                    | 0                             |
| УКУПНО | 2                         | 3                             | 9                                    | 1                    | 1                             |
| Пол    | Финансијско посредовање   | Некретнине                    | Државна управа и одбрана             | Образовање           | Здравствени и социјални рад   |
| Мушки  | 0                         | 0                             | 0                                    | 2                    | 0                             |
| Женски | 0                         | 0                             | 1                                    | 2                    | 2                             |
| УКУПНО | 0                         | 0                             | 1                                    | 4                    | 2                             |
| Пол    | Остале услужне активности | Приватна домаћинства          | Екстериторијалне организације и тела | Непознато            | Непознато                     |
| Мушки  | 0                         | 0                             | 0                                    | 1                    | 1                             |
| Женски | 0                         | 0                             | 0                                    | 0                    | 0                             |
| УКУПНО | 0                         | 0                             | 0                                    | 1                    | 1                             |